# Cnemaspis jacobsoni
Cnemaspis jacobsoni es una especie de gecos de pequeño tamaño de la familia Gekkonidae.

## Distribución geográfica
Es endémica de Simeulue, en Indonesia.

## Estado de conservación
Se encuentra amenazada por la pérdida de su hábitat natural.